# تك تك بوم (فلم)
تك تك بوم  فيلم كوميدي مصري إنتاج عام 2011.

## القصة
يتناول الفيلم بعض القضايا التي تهم المواطن المصري وما يمر من أحداث في إطار كوميدي. حيث يقدم الممثل محمد سعد شخصية (تيكا) الذي يقطن في منطقة شعبية ويمتلك متجر لبيع لعب الأطفال ومع قيام الثورة المصرية يحاول تجميع شباب المنطقة لتكوين لجنة شعبية في محاولة منهم للتصدي للبلطجية.

## طاقم التمثيل
- محمد سعد
- درة
- محمد لطفي
- محسن منصور
- سليمان عيد
- محمد شرف
- أحمد منير
- لطفي لبيب
- جمال إسماعيل
- ألفت سكر
- علاء زينهم

## روابط خارجية
- مقالات تستعمل روابط فنية بلا صلة مع ويكي بيانات